# Wilhelm Wohlfahrt
Bernhard Wilhelm Wohlfahrt, född 12 september 1812 i Göteborg, död 1 april 1863 i Stockholm, var en svensk målare, tecknare grafiker och skriftställare.
Han var son till grosshandlaren Fredrik Wilhelm Wohlfahrt, och far till målaren Fredrik Wohlfahrt. Han var elev till Christian Didrik Forssell vid Konstakademien i Stockholm i början av 1830-talet. Wohlfahrt medverkade i Konstakademiens utställningar 1836, 1838 och 1856 med sammanlagt 12 arbeten som bestod av Heliga Modern med Barnet i en Bedrceua, Porträtt av Emilie Högqvist och Otto Klingspor samt Madonna med mera. Han målade sedan en och annan genretavla och porträtt – han utförde sådana även i blyerts eller akvarell, varvid det huvudsakligen var scenens, konsertsalens och manegens ryktbarheter, som återgavs. Åtskilliga av dessa litografierades (Jenny Lind, Emilie Högqvist, Eduard d'Aubert, Les belles écuyères med flera). Svenska porträttarkivet har förtecknat ett trettiotal porträtt som han utförde under sin aktiva tid. Som skriftställare medverkade han i Post och Inrikes Tidningar 1857–1862 samt Göteborgs-Posten 1861–1862 men blev slutligen sinnessjuk och intogs 1862 på Konradsberg. Wohlfahrt ägde enligt en samtida yttrande mera smak än talang. Han anordnade tablåer i societeten och även flera historiska konstutställningar vid konstnärsgillets samkväm, skrev konstkritiker och samlade konstverk, företrädesvis teckningar och gravyrer, varav en del hamnat i Nationalmuseum, som också äger ett par porträtt i olja. Wohlfahrt finns även representerad vid Malmö museum, Norrköpings Konstmuseum och Göteborgs Historiska museum.

## Verk

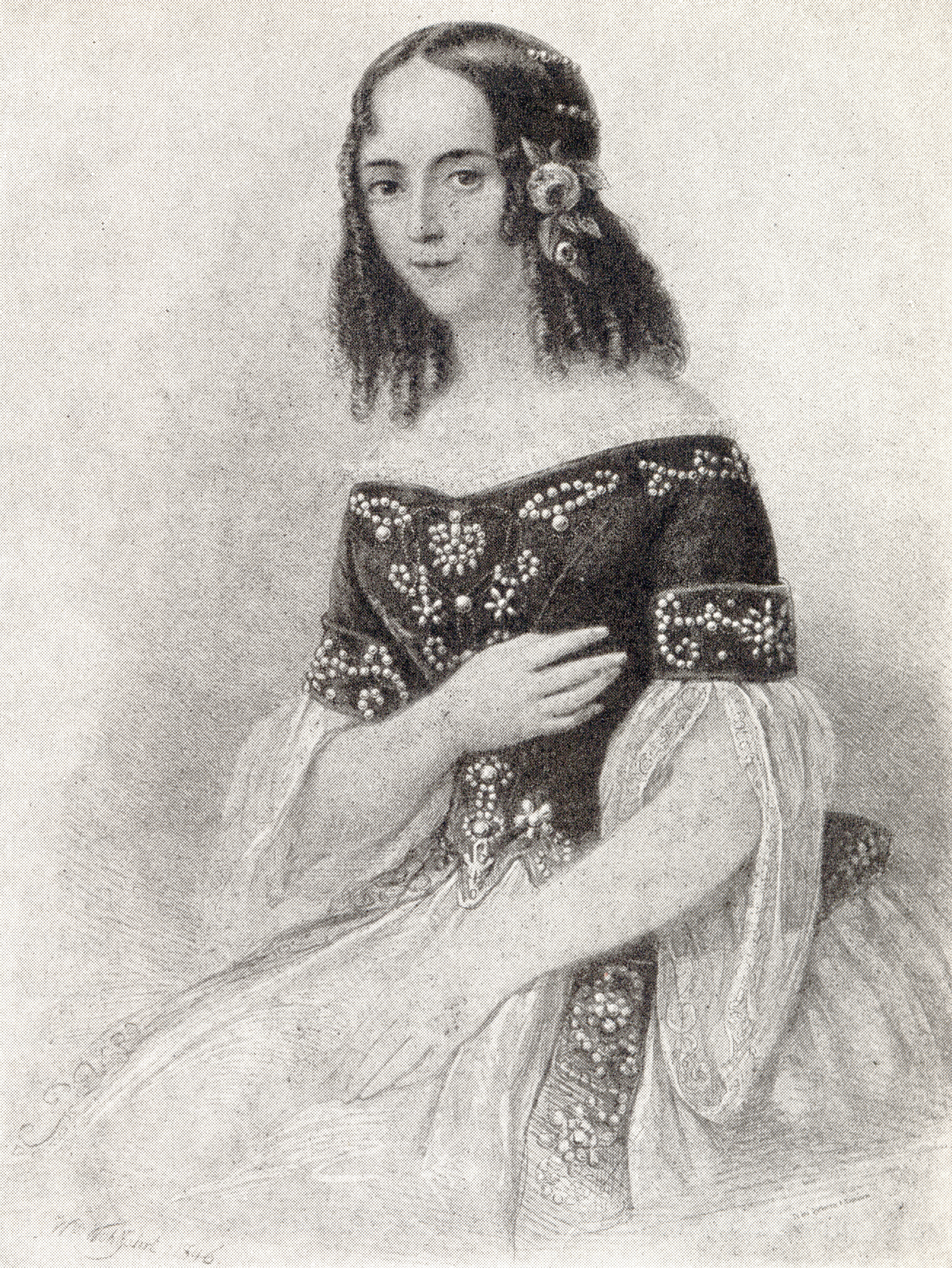
Skådespelerskan Emilie Högqvist som Thisbe i Angelo Maliperi. Litografi 1846.